# Giovenale Sacchi

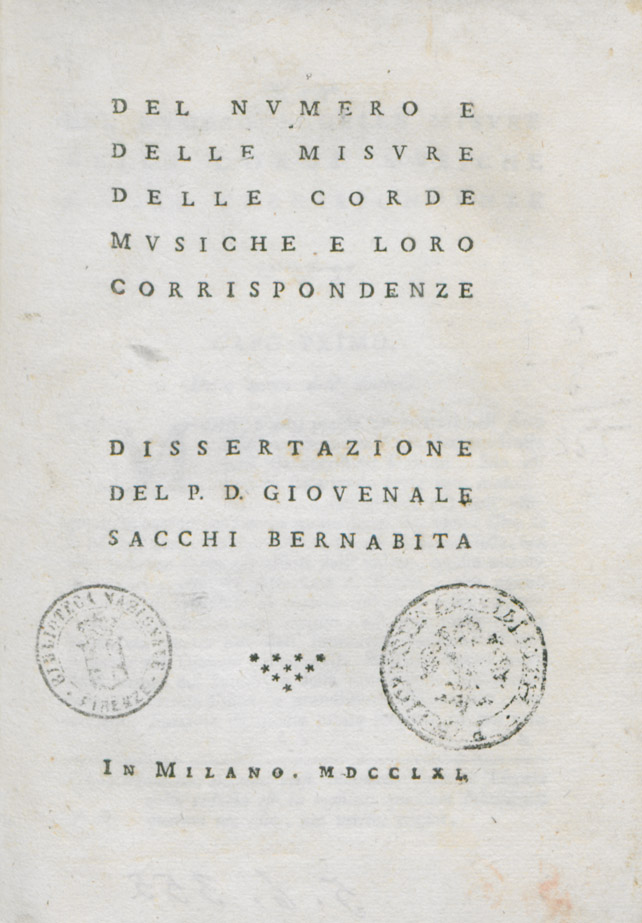
Del numero e delle misure delle corde musiche e loro corrispondenze, 1761

Giovenale Sacchi, al secolo Giovanni Giacomo Sacchi (Milano, 1726 – Milano, 1789), è stato un religioso e musicologo italiano.

## Biografia
Nato a Milano da una famiglia originaria di Barzio, Giovanni Giacomo Sacchi venne educato dai padri barnabiti presso la Chiesa di Sant'Alessandro in Zebedia e decise poi di intraprendere egli stesso la carriera ecclesiastica nell'ordine dei barnabiti, prendendo i voti con il nome di Giovenale. Divenuto insegnante di filosofia, per quarant'anni rimase nei collegi di Lodi, Bologna ed infine fare ritorno a Milano nel 1749, presso il Collegio Longone. Si applicò con passione alla teoria musicale. Sulla linea di Giovanni Battista Martini, tentò con le sue opere teoriche di riportare i compositori di musica sacra della sua opera alle regole musicali dettate da Benedetto Marcello.

## Opere
- Del numero e delle misure delle corde musiche e loro corrispondenze, Milano, Giuseppe Mazzucchelli, 1761.
- Della divisione del tempo nella musica nel ballo e nella poesia, Milano, Giuseppe Mazzucchelli, 1770.
- Vita del cavaliere don Carlo Broschi, Milano, Stamperia Coleti, 1784.
- Dell'antica lezione degli ebrei e della origine de' punti, Milano, Cesare Orena, 1786.
- (LA) Specimen theoriae musicae, Bologna, 1788.